# ادوارد جکت
ادوارد جکت (انگلیسی: Edward Jackett; ۴ ژوئیهٔ ۱۸۷۸ – ۱۱ نوامبر ۱۹۳۵) بازیکن راگبی ۱۵ نفره، و بازیکن راگبی ۱۳ نفره اهل بریتانیا بود.
وی همچنین در تیم ملی فوتبال England
British Isles بازی کرده‌است.
وی در مسابقات کشوری و بین‌المللی در مجموع برندهٔ ۱ مدال نقره شده‌است.